# Бауру
Бауру́ (порт. Bauru) — город и муниципалитет в Бразилии, входит в штат Сан-Паулу. Составная часть мезорегиона Бауру. Входит в экономико-статистический микрорегион Бауру. Население составляет 347 601 человек на 2007 год. Занимает площадь 673,488 км². Плотность населения — 516,1 чел./км².
Праздник города — 1 августа.

## История
Город основан в 1896 году.

## Статистика
- Валовой внутренний продукт на 2005 составляет 4.092.183 миллионов реалов (данные: Бразильский институт географии и статистики).
- Валовой внутренний продукт на душу населения на 2005 составляет 11.676,00 реалов (данные: Бразильский институт географии и статистики).
- Индекс развития человеческого потенциала на 2000 составляет 0,825 (данные: Программа развития ООН).

## География
Климат местности: горный тропический. В соответствии с классификацией Кёппена, климат относится к категории Aw.

## Фотогалерея

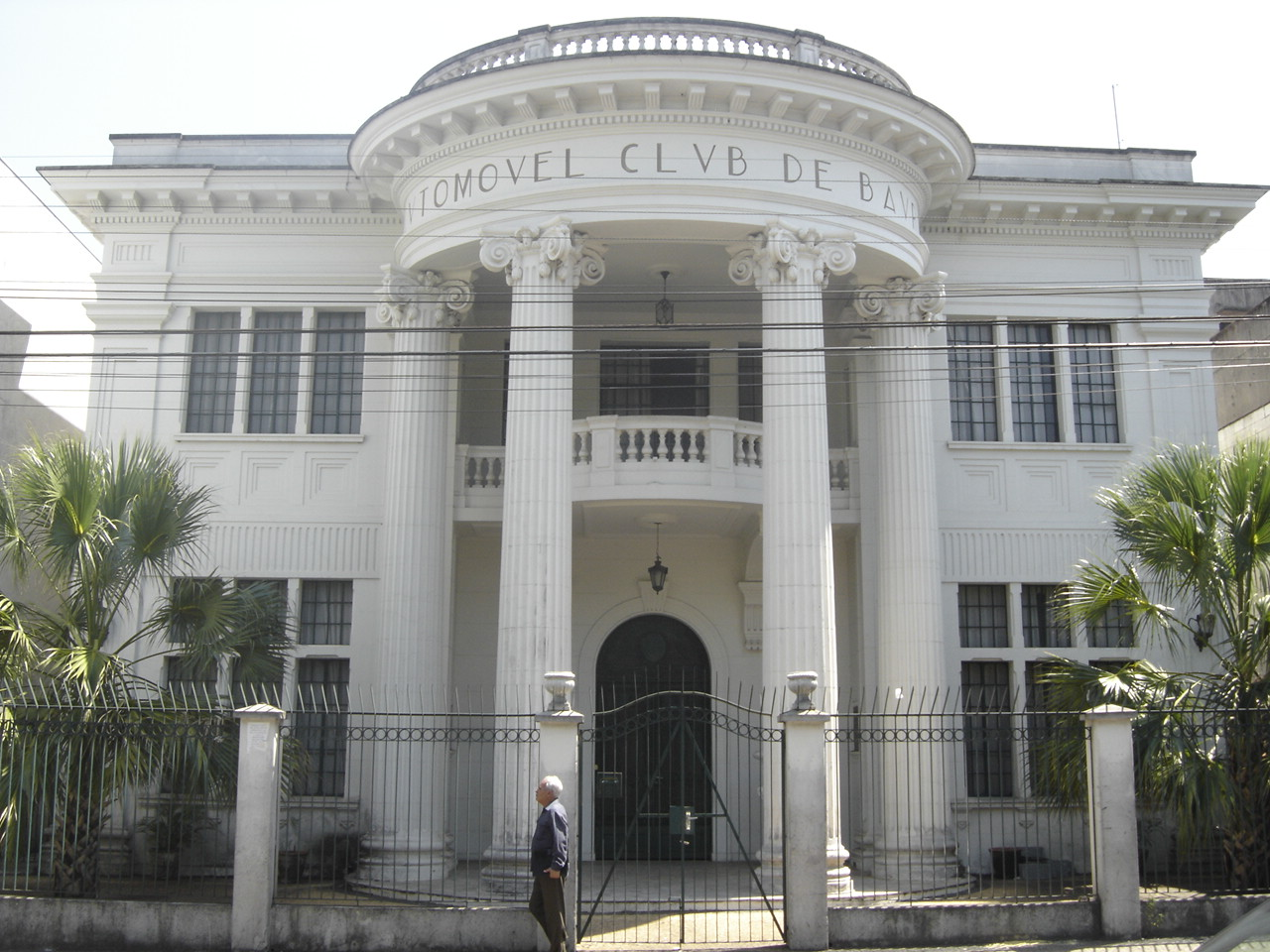
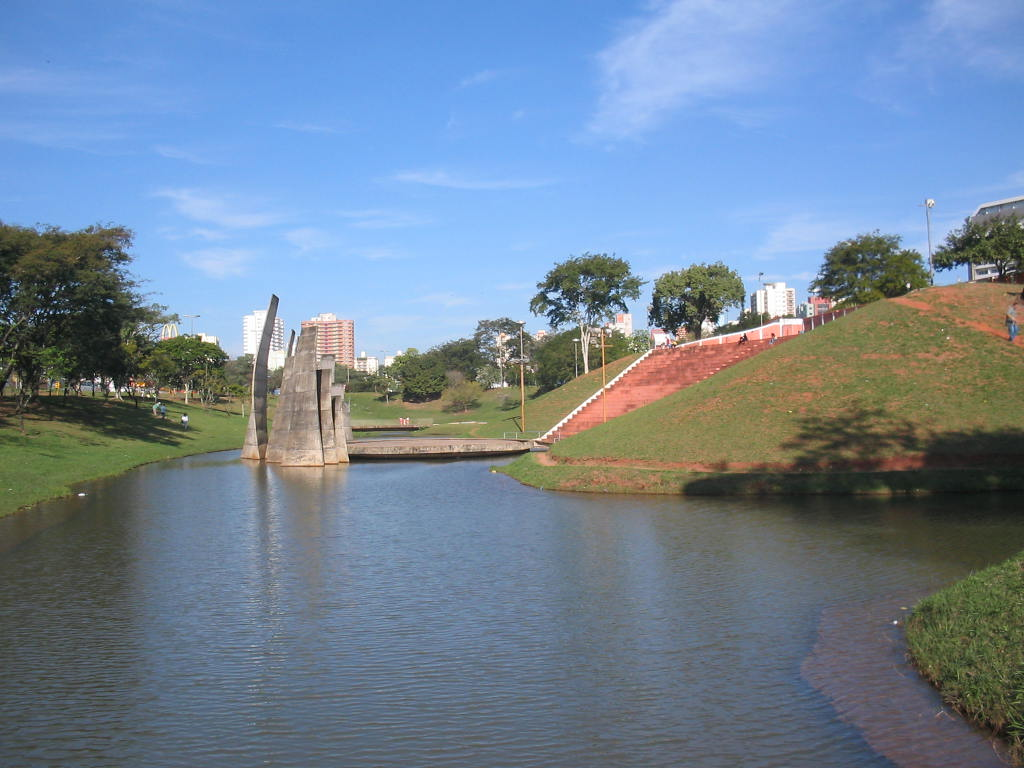
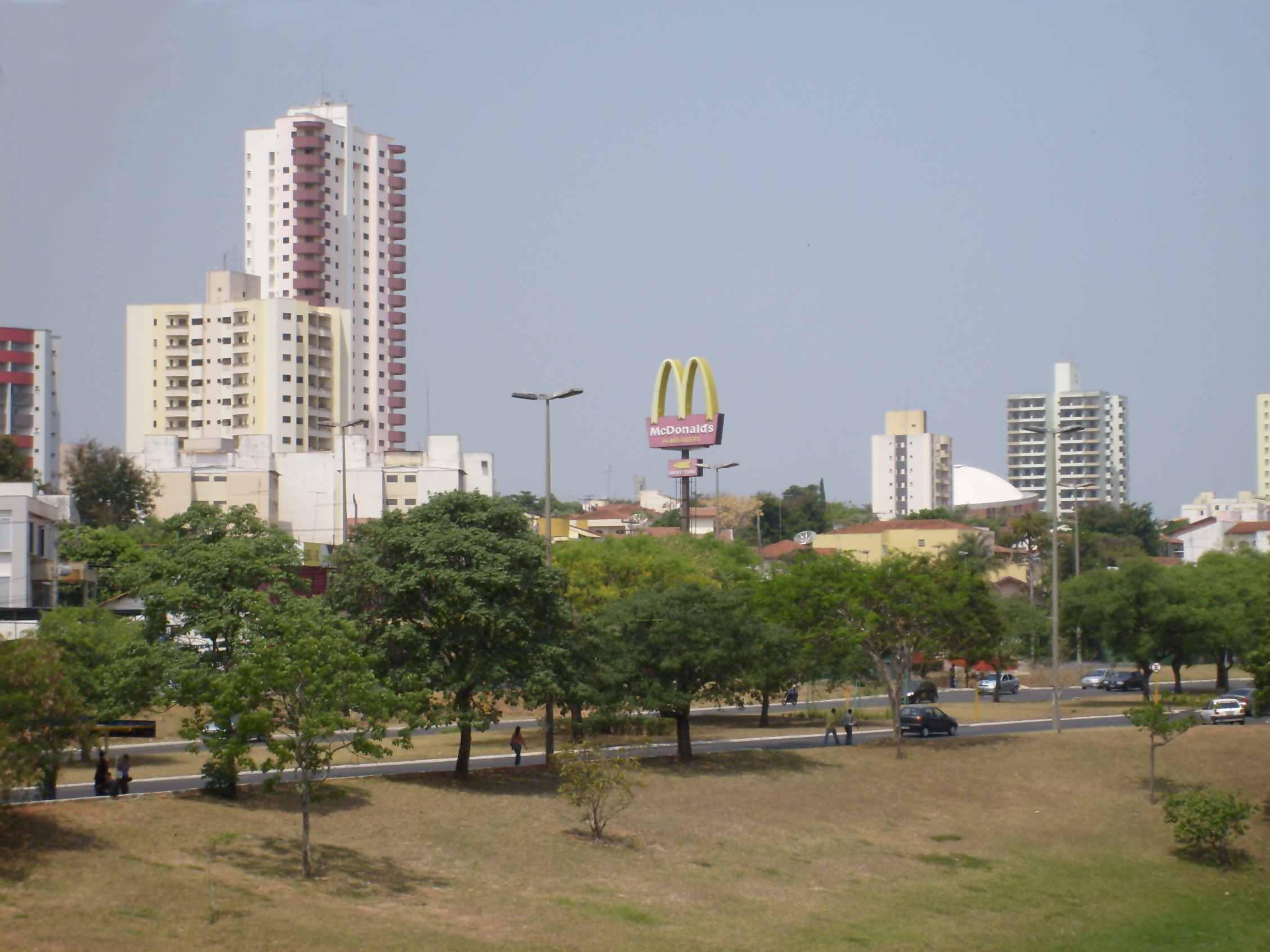
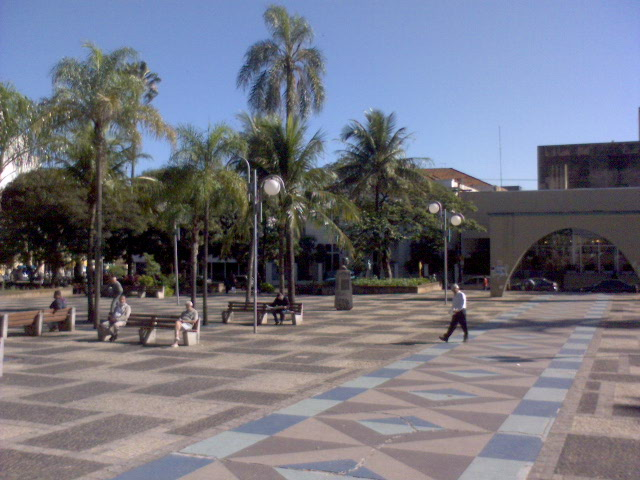
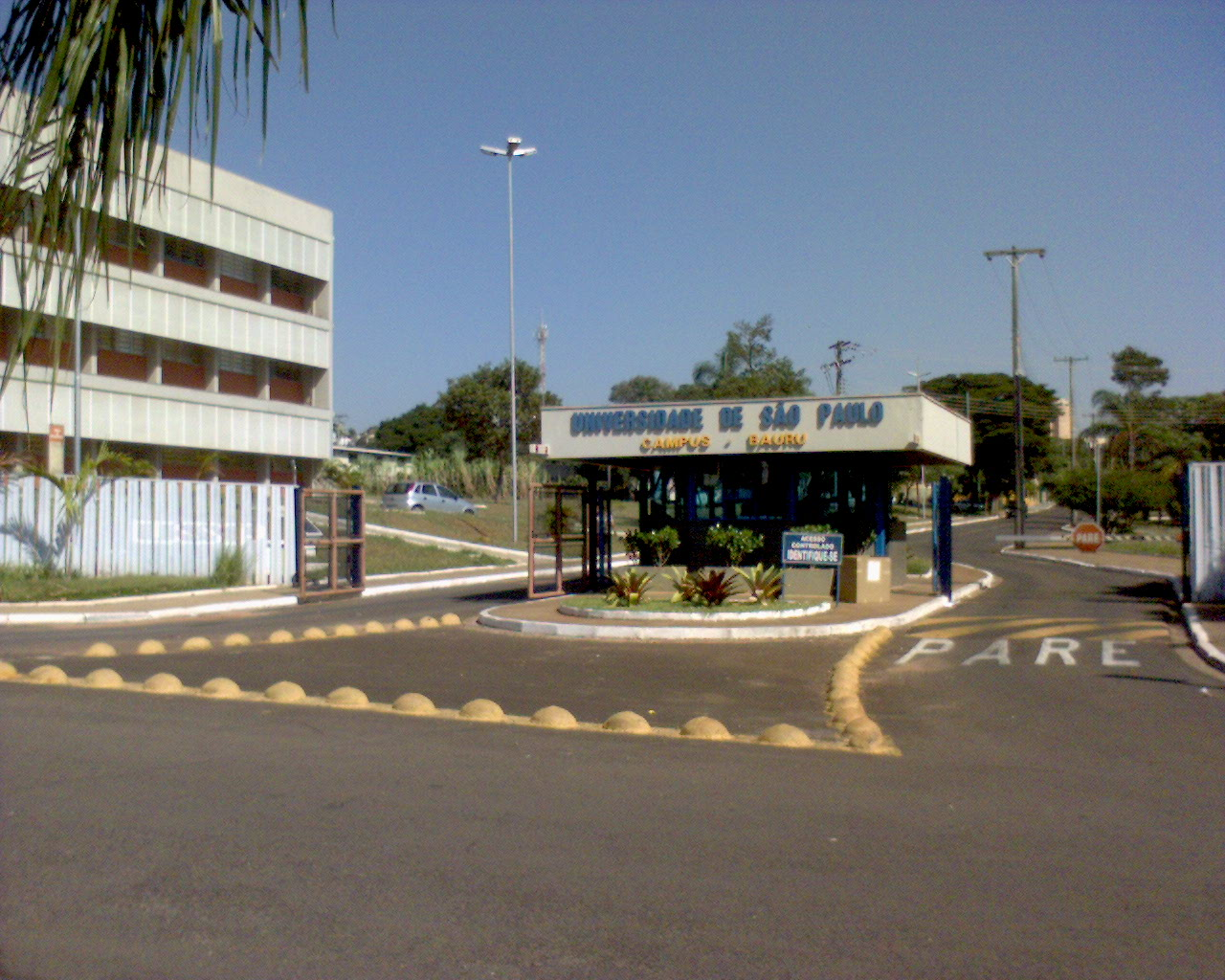
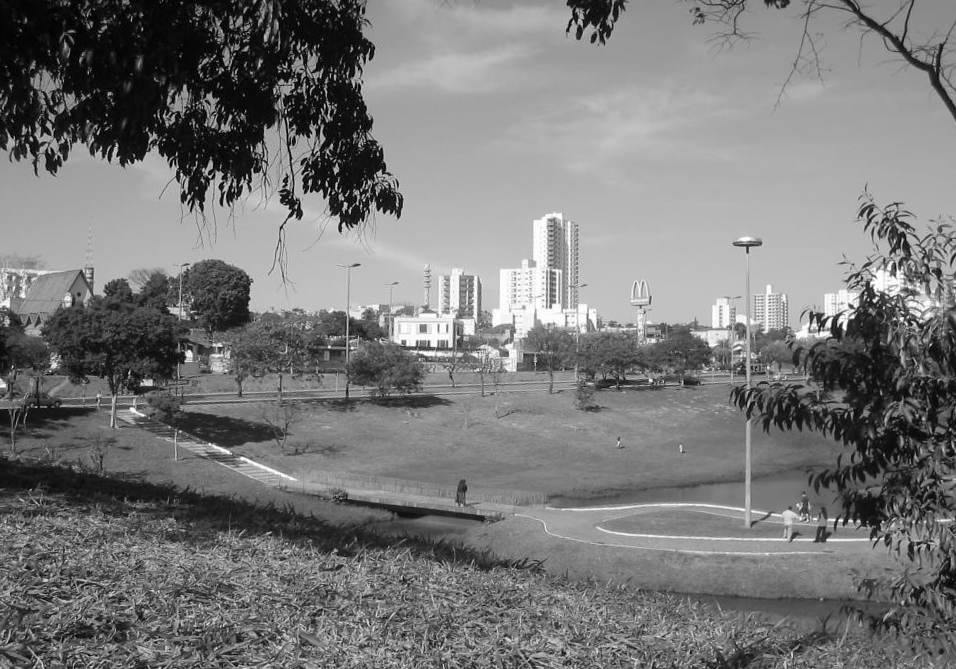
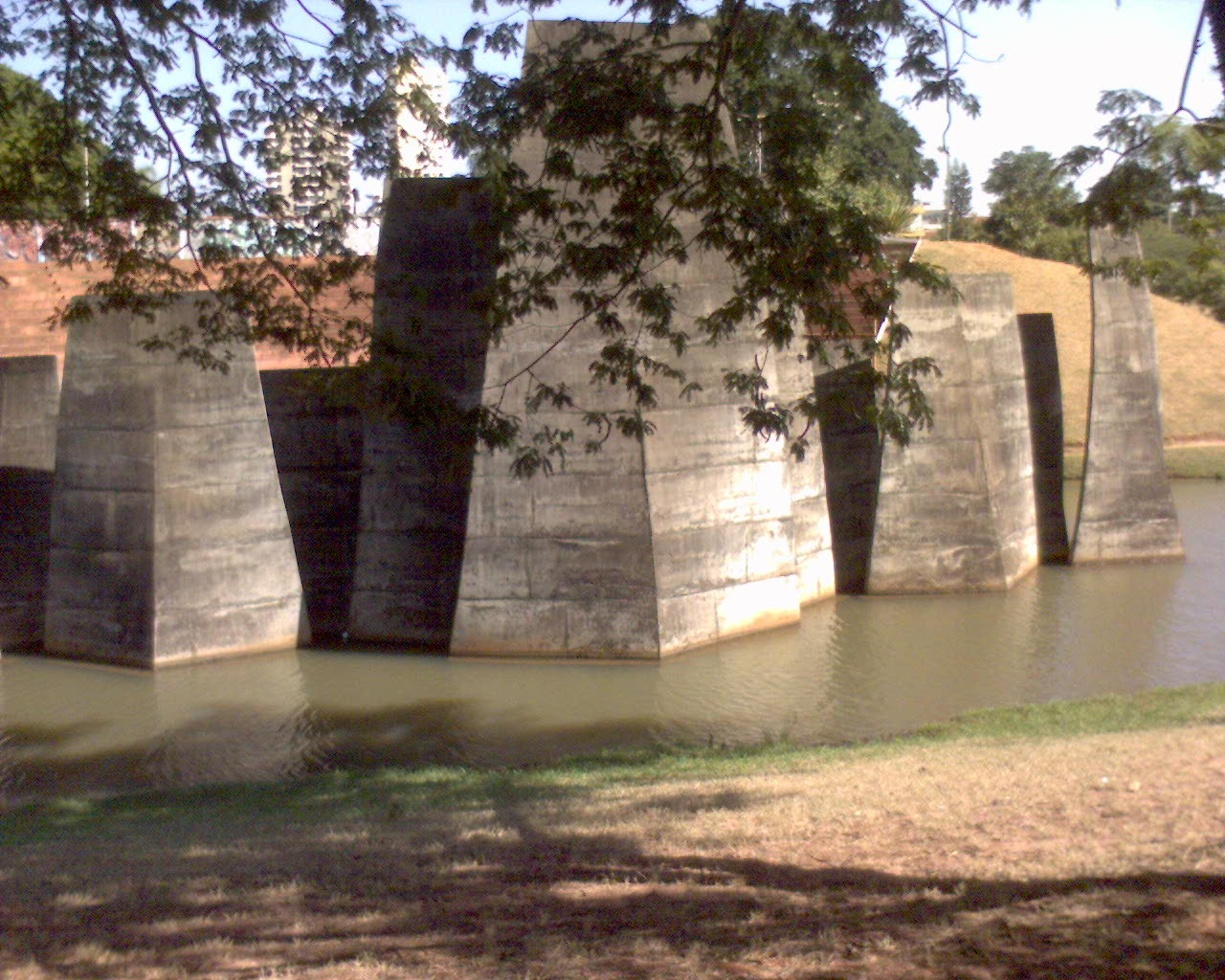
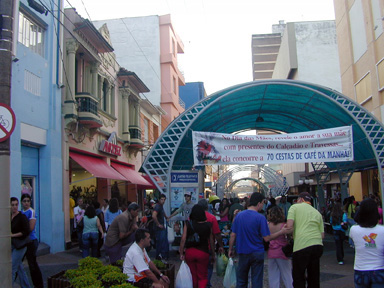

## Города-побратимы
- Тэнри, Япония (1970)
- Сибиу, Румыния (1995)